# Власовский сельсовет (Константиновский район)
Власовский сельсовет — упразднённая административно-территориальная единица, существовавшая на территории Московской губернии и Московской области до 1954 года.
Власовский сельсовет был образован в первые годы советской власти. По данным 1922 года он входил в состав Хребтовской волости Сергиевского уезда Московской губернии.
В 1923 году к Власовскому с/с были присоединены Горюшкинский и Мардарьевский с/с.
По данным 1926 года в состав сельсовета входили деревни Власово, Горюшка, Мардарьево и Новосёлки, а также 5 хуторов.
В 1929 году Власовский с/с был отнесён к Константиновскому району Кимрского округа Московской области.
17 июля 1939 года к Власовскому с/с было присоединено селение Сорокино упразднённого Сальковского с/с.
14 июня 1954 года Власовский с/с был упразднён. При этом его территория была передана в Хребтовский с/с.